# إيديتا
إيديتا هي شركة مصرية للصناعات الغذائية. تأسست عام 1996، تحظى الشركة بأكبر حصة سوقية في خمس قطاعات بسوق الأغذية الخفيفة في مصر والشرق الأوسط. وتقوم الشركة بتشغيل 26 خط إنتاج من خلال أربعة مصانع رئيسية.

## منتجات الشركة

### مولتو
يعتبر مولتو أول علامة تجارية للكرواسون المعبأ آليًا في مصر، إطلق سنة 1997.
| مولتو بالشوكولاتة والبندق             | مولتو ميكس                              | مولتو كاكاو                   | مولتو بالجبنة         | مولتو ساندويتش                               | مولتو ماجنوم                                           |
| ------------------------------------- | --------------------------------------- | ----------------------------- | --------------------- | -------------------------------------------- | ------------------------------------------------------ |
| شوكولاتة بالبندق                      | مولتو ميكس – كرواسون شوكولاتة والكراميل | مولتو ميدي- بالكاكاو          | مولتو - جبنة اسطنبولى | مولتو ساندوتش - بالجبنة البيضاء الاسطنبولى   | مولتو ماجنوم – نكهة الشوكولاتة مع عجينة البندق         |
| مولتو XXL – كرواسون شوكولاتة بالبندق  | مولتو ميكس – كرواسون شوكولاتة والكريمة  | مولتو ميني - كرواسون بالكاكاو | مولتو - جبنة الفيتا   | مولتو ساندوتش - بالجبنة البيضاء بطعم الزيتون | مولتو ماجنوم – نكهة المربي بطعم تشيز كيك الفراولة      |
| مولتو ميني - كرواسون شوكولاتة بالبندق | مولتو ميكس – كرواسون بالفراولة والكريمة |                               | مولتو - جبنة بالشطة   | مولتو ساندوتش - بالجبنة الفيتا               | مولتو ميني ماجنوم                                      |
| مولتو ميني - Friendship Pack          |                                         |                               |                       | مولتو ساندوتش - يالشوكولاتة وعجينة البندق    | مولتو ميني ماجنوم - نكهة المربي بطعم تشيز كيك الفراولة |
|                                       |                                         |                               |                       | مولتو ساندوتش - بالجبنة والفلفل الحار        |                                                        |

### هوهوز
هوهوز عبارة عن كيك ملفوف مغطي بطبقة شوكولاتة الجافة وغير المغطي.
| هوهوز الملفوف                                                        | هوهوز                                                           |
| -------------------------------------------------------------------- | --------------------------------------------------------------- |
| هوهوز - كيك الشوكولاتة الملفوف المحشو بالكريمة الغنية                | هوهوز غير مغطى محشو بكريمة الشوكولاتة                           |
| هوهوز - كيك الشوكولاتة الملفوف المحشو بالكريمة الغنية – حجم أكبر     | هوهوز غير مغطى محشو بكريمة الفروالة                             |
| هوهوز - كيك الشوكولاتة الملفوف المحشو بشوكولاتة                      | ميني هوهوز – كيك ذهبي ملفوف ومحشو بالشوكولاتة                   |
| هوهوز – كيك الشوكولاتة الملفوف المحشو بالقهوة والمغطى بالكاكاو       | ميني هوهوز – كيك ذهبي ملفوف ومحشو بالجيلي طعم الفراولة والكريمة |
| هوهوز إكستريم - كيك الشوكولاتة الملفوف محشو بالكريمة الغنية أكثر     |                                                                 |
| هوهوز ميكس - كيك الشوكولاتة الملفوف المحشو بشوكولاتة والكريمة الغنية |                                                                 |

### تونكيز
تونكيز عبارة عن كيك محشو بالكريمة.
| توينكيز بالكريمة                 | توينكيز بالنكهات المختلفة                                       | توينكيز أيسنج             |
| -------------------------------- | --------------------------------------------------------------- | ------------------------- |
| توينكيز محشو بالكريمة            | توينكيز - فراولة                                                | توينكيز أيسينج - فانيليا  |
| توينكيز محشو بالكريمة - حجم أكبر | توينكيز - شوكولاتة                                              | توينكيز أيسينج - شوكولاتة |
|                                  | توينكيز زجزاج – كيك محشو بالكريمة ومزخرف بجيلي التوت وجوز الهند |                           |

### تودو
تودو عبارة عن كيك.
| تودو ماكس                                                                           | تودو بومب                                   | تودو براوني         |
| ----------------------------------------------------------------------------------- | ------------------------------------------- | ------------------- |
| تودو ماكس – كيك الفانيليا المحشو والمغطى بالكاكاو                                   | تودو بومب                                   | تودو - كيك البراوني |
| تودو ماكس – كيك الفانيليا المحشو بطعم الفراولة والكريمة                             | تودو بومب – المحشو بطعم زبدة الفول السوداني |                     |
| تودو ماكس – كيك الفانيليا المغطى بالشوكولاتة البيضاء والمحشو بطعم الفراولة والكريمة |                                             |                     |
| تودو ماكس – كيك الشوكولاتة المحشو والمغطى بالكاكاو                                  |                                             |                     |

### بيك رولز
بيك رولز هو من المسليات المالحة المخبوزة وليست مقلية.
| الحجم الفردي            | الحجم العائلي                   | النكهات الجديدة        |
| ----------------------- | ------------------------------- | ---------------------- |
| بيك رولز - مكس جبن      | بيك رولز - مكس جبن حجم عائلي    | بيك رولز - خل وملح     |
| بيك رولز - شطة وليمون   | بيك رولز - شطة وليمون حجم عائلي | بيك رولز - حلو وحار    |
| بيك رولز - كاتشب        | بيك رولز - كاتشب حجم عائلي      | بيك رولز - زبدة وتوابل |
| بيك رولز – جبنة الناتشو | بيك رولز - زيتون حجم عائلي      |                        |
| بيك رولز - زيتون        | بيك رولز - بيتزا حجم عائلي      |                        |
| بيك رولز - بيتزا        | بيك رولز - ملح حجم عائلي        |                        |
| بيك رولز - ملح          |                                 |                        |

### بيك ستيكس
بيك ستيكس هو من المقرمشات المالحة المخبوزة وليست مقلية.
| الحجم الفردي        | الحجم الفردي     | الحجم الفردي         |
| ------------------- | ---------------- | -------------------- |
| بيك ستيكس – باربكيو | بيك ستيكس – جبنة | بيك ستيكس – سجق شرقي |

### فريسكا
فرسكا هو بسكويت ويفر.
| الويفر المغطى بالشوكولاتة                             | الويفر الملفوف                                  | الويفر غير المغطى بالشوكولاتة | فرسكا فينجرز                                       | فريسكا بلوك                             |
| ----------------------------------------------------- | ----------------------------------------------- | ----------------------------- | -------------------------------------------------- | --------------------------------------- |
| فرسكا – ويفر مغطى بالشوكولاتة                         | فرسكا ستيكس – ويفر ملفوف محشو بكريمة الشوكولاتة | فرسكا – ويفر بالشوكولاتة      | فرسكا فينجرز – ويفر بالشوكولاتة                    | فريسكا بلوك – ويفر بكريمة الكابتشينو    |
| فرسكا – ويفر مغطى بالشوكولاتة البيضاء                 |                                                 | فرسكا – ويفر بالبندق          | فرسكا فينجرز – ويفر بالبندق                        | فريسكا بلوك – ويفر بكريمة البندق        |
| فرسكا – ويفر بكريمة الحلاوة ومغطي بالشوكولاتة البيضاء |                                                 | فرسكا – ويفر بالفراولة        | فرسكا فينجرز – ويفر محشو بكريمة الشوكولاتة والبندق | فريسكا بلوك – ويفر بزبدة الفول السوداني |
|                                                       |                                                 | فرسكا – ويفر بالفانيليا       | فرسكا فينجرز – ويفر بالفانيليا                     |                                         |

### ميمكس
ميميكس أحد منتجات الحلويات. يوجد علي ثلاث تشكيلات وهي حلوى التوفي والكاندي والجيلي والمصاصات.
| بون بون                            | بريز                                       | فرولا                    | دولشي                              | جيليكس |
| ---------------------------------- | ------------------------------------------ | ------------------------ | ---------------------------------- | ------ |
| ميميكس – عصا حلوى مع شراب الفراولة | ميميكس – حلوى جافة بنكهة الكريز والنعناع   | فرولا - بنكهة الفراولة   | دولشي– كاندي الزبدة                | جيليكس |
| ميميكس – عصا حلوى مع شراب التفاح   | ميميكس – حلوى جافة بنكهة النعناع           | فرولا - بنكهة الشوكولاتة | دولشي– كاندي القهوة                |        |
| ميميكس – عصا حلوى مع شراب البرتقال | ميميكس – حلوى جافة بنكهة البرتقال والنعناع | فرولا - بنكهة الكريز     | دولشي– كاندي الزبدة (عبوة عائلية)  |        |
| ميميكس – برستس فكة                 |                                            |                          | دولشي – كاندي القهوة (عبوة عائلية) |        |

### اونيرو
اونيرو أطلقت عام 2020. وهي أول منتجات كوكيز شيكولاتة يتم تصنيعها في مصر.
| اونيرو                                  | اونيرو            | اونيرو                                 |
| --------------------------------------- | ----------------- | -------------------------------------- |
| اونيرو – كوكيز شوكولاتة بقطع الشوكولاتة | اونيرو كوكي كريسب | اونيرو - كوكيز فانيليا بقطع الشوكولاتة |

### تايجر تل
تايجر تل هو كيك ذهبي محشو بالكريمة ومزين بمربى التوت الأحمر وجوز الهند.

## روابط خارجية
- الموقع الرسمي